# Kåvvojaurasj
Kåvvojaurasj är en sjö i Kiruna kommun i Lappland och ingår i Torneälvens huvudavrinningsområde. Sjön har en area på 0,338 kvadratkilometer och ligger 364,1 meter över havet. Kåvvojaurasj ligger i Torneträsk-Soppero fjällurskog Natura 2000-område.

## Delavrinningsområde
Kåvvojaurasj ingår i det delavrinningsområde (756019-169556) som SMHI kallar för Utloppet av Påkketanjaure. Medelhöjden är 424 meter över havet och ytan är 23,53 kvadratkilometer. Räknas de 4 avrinningsområdena uppströms in blir den ackumulerade arean 45,34 kvadratkilometer. Sevujoki som avvattnar avrinningsområdet har biflödesordning 3, vilket innebär att vattnet flödar genom totalt 3 vattendrag innan det når havet efter 390 kilometer. Avrinningsområdet består mestadels av skog (85 procent). Avrinningsområdet har 3,06 kvadratkilometer vattenytor vilket ger det en sjöprocent på 13 procent.